# ユーグ大公
ユーグ大公（ユーグたいこう、フランス語：Hugues le Grand、898年頃 - 956年6月16日）は、カロリング朝末期に勢力を得たロベール家の人物。父は西フランク王ロベール1世。伯父がその先々代の王のウード。大公はパリ伯・ネウストリア辺境侯（在位：923年 - 956年）、フランス公（在位：936年 - 956年）、オセール伯（在位：952年 - 956年）、各地の修道院長などの地位を占めてカロリング家の王を操り、長男ユーグ・カペーのカペー朝への道を開いた。

## 生涯
父ロベール1世と母ヴェルマンドワ伯エルベール1世の娘ベアトリスとの間にパリで生まれた。
ロベール1世が923年、諸侯に廃位されたシャルル3世を討って没した戦いでは、奮闘して勝利を得た。
936年義兄でボゾン家のラウール王が没し、大公はロワール川とセーヌ川とに挟まれる地域の殆どの領主と修道院長職を占め、ネウストリア第一の権力者になった。自ら王位を継ぐことも可能ではあったが、大公はシャルル3世に懲りて嫌がる諸侯を説き、イングランドのウェセックスに亡命していたシャルルの遺児ルイを、新王に迎えた。ボゾン家による王位継承を避けたためと、解されている。
しかし、その翌年ザクセンのヘートヴィヒ（ハインリヒ1世とリンゲルハイムのマティルデとの娘）と結婚してから、ルイ4世と争い始め、大公はルイと対立する神聖ローマ皇帝オットー大帝に臣従の礼をとって、対抗した。
ルイ4世が945年にランスでノルマン人と戦って捕らわれたとき、ユーグはルイをブロワ伯ティボー（Thibaud de Blois）に預けてから、オットー大帝の許可を得て釈放し、交換にピカルディのランを得た。ルイ4世との悶着は953年までくすぶった。
954年にルイ4世が死ぬと、大公はルイの息子のロテールを王位に推し、代償にブルゴーニュとアキテーヌとを得た。
以降、若いロテールを後見して、956年6月の16日か17日にエソンヌのドゥールダン（Dourdan）で没した。
長男のユーグ・カペーがフランスの王位に就きカペー朝を開いたのは、987年である。

## 家族
ディジョン伯ラウルの娘で、後にオセール副伯アンソー・ル・リシュ夫人となったレインガルド・ド・ディジョンがまだ未婚であった頃、彼女を愛妾としていた。レインガルドとの間に庶子を一男もうけている。
- エルベール（エリベール）（フランス語版）(? - 996年)　- 聖職者。オセール司教。

922年、最初に、ユーグはメーヌ伯ロジェとロティルド（西フランク王シャルル2世の娘）の娘ジュディット（ユーディト）と結婚、ジュディットは子女なく925年に没した。
926年、二度目に、イングランド王エドワード長兄王の娘エディルド（エドヒルド）と結婚、エディルドは子女なく938年に没した。
937年、三度目に、ローマ王ハインリヒ1世の娘エドヴィジュ（ハトヴィヒ）と結婚した。3男2女がいる。
- ベアトリス（938年頃 - 987年） - 上ロレーヌ公フレデリック1世と結婚[1]
- ユーグ・カペー（940年頃 - 996年）[10] - フランス王
- エマ（943年頃 - 968年）[10] - ノルマンディー公リシャール1世と結婚
- オトン（944年 - 965年）[9] - ブルゴーニュ公ジルベール・ド・シャロンの娘リューガルと結婚し、ブルゴーニュ公を継ぐ（956年 - 965年）
- ウード＝アンリ（946年 - 1002年）[9] - ブルゴーニュ公（965年 - 1002年）